# 朴哲洙
朴哲洙（韓語：박철수，1948年11月20日—2013年2月19日），生于韩国大邱，导演、编剧和电影制片人。
朴哲洙毕业于成均馆大学商学院，导演过《绿色椅子》等多部电影作品，曾获得过1971年韩国青龙电影奖最佳导演奖，1988年韩国百想艺术大赏最佳导演奖。
2013年2月19日，因交通事故意外逝世，享壽65歲。